# غي فان سام
غي فان سام (20 ديسمبر 1935 في لبنان - 9 فبراير 2024) (بالفرنسية: Guy Van Sam)‏ هو لاعب كرة قدم فرنسي في مركز الهجوم. شارك مع منتخب فرنسا لكرة القدم. أما مع النوادي، فقد لعب مع راسينغ كولومب ونادي تولون ونادي مونبلييه.

## وصلات خارجية
- غي فان سام على موقع قاعدة بيانات كرة القدم.إي يو (الإنجليزية)
- غي فان سام على موقع ناشيونال فوتبول تيمز (الإنجليزية)
- غي فان سام على موقع عالم كرة القدم.نت (الإنجليزية)